# Christie Pit Park
Christie Pit Park är en park i Kanada.   Den ligger i provinsen Ontario, i den sydöstra delen av landet, 400 km sydväst om huvudstaden Ottawa. Christie Pit Park ligger 103 meter över havet.
Terrängen runt Christie Pit Park är platt. Runt Christie Pit Park är det mycket tätbefolkat, med 7 216 invånare per kvadratkilometer.. Närmaste större samhälle är Toronto, 3,9 km norr om Christie Pit Park. 
Runt Christie Pit Park är det i huvudsak tätbebyggt.